# Ambasciatori sassoni in Prussia
L'ambasciatore sassone in Prussia era il primo rappresentante diplomatico della Sassonia in Prussia.
Le relazioni diplomatiche iniziarono ufficialmente nel 1711 e terminarono nel 1934.

## Elettorato di Sassonia

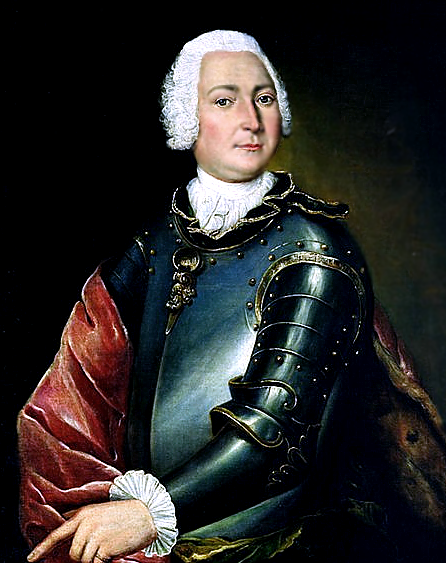
Ernst Christoph von Manteuffel

- 1711–1717: Ernst Christoph von Manteuffel (1676–1749)
- 1717–1718: Albrecht von der Lieth (1659–1718)
- 1720–1730: Ulrich Friedrich von Suhm (1691–1740)
- 1730–1730: Moritz Karl zu Lynar (1702–1768)
- 1730–1732: Christian Ernst von Polentz (1681–1752)
- 1732–1733: Friedrich Gotthard von Bülow (1688–1768)
- 1733–1733: Georg Wilhelm von Birkholz (1678–1747)
- 1733–1738: Johann Ludwig von Ponickau
- 1740–1746: Alexander Heinrich von Siepmann
- 1746–1749: Johann Christoph Walther (1715–1771)

…
- 1764–1777: Heinrich Gottlieb von Stutterheim (1718–1789)
- 1777–17??: Friedrich August von Zinzendorf (1733–1804)

…
- 1801–18??: Carl Heinrich von Görtz (1752–1826)

## Regno di Sassonia
- 1815–1819: Hans August Fürchtegott von Globig (1773–1832)
- 1819–1822: Johannes von Minckwitz (1787–1857)
- 1823–1823: Carl von Friesen (1786–1823)
- 1823–1835: Karl von Watzdorf (1759–1840)
- 1835–1848: Johannes von Minckwitz (1787–1857)
- 1848–1851: Friedrich Ferdinand von Beust (1809–1886)
- 1851–1852: Hans Heinrich von Könneritz (1790–1863)
- 1852–1866: Karl Adolf von Hohenthal-Knauthain (1811–1875)
- 1866–1873: Hans von Könneritz (1820–1911)
- 1873–1885: Oswald von Nostitz-Wallwitz (1830–1885)
- 1885–1906: Wilhelm von Hohenthal (1853–1909)
- 1906–1909: Christoph Johann Friedrich Vitzthum von Eckstädt (1863–1944)
- 1909–1916: Ernst von Salza und Lichtenau (1860–1926)
- 1916–1918: Hans von Nostitz-Drzewiecki (1863–1958)

## Libero stato di Sassonia

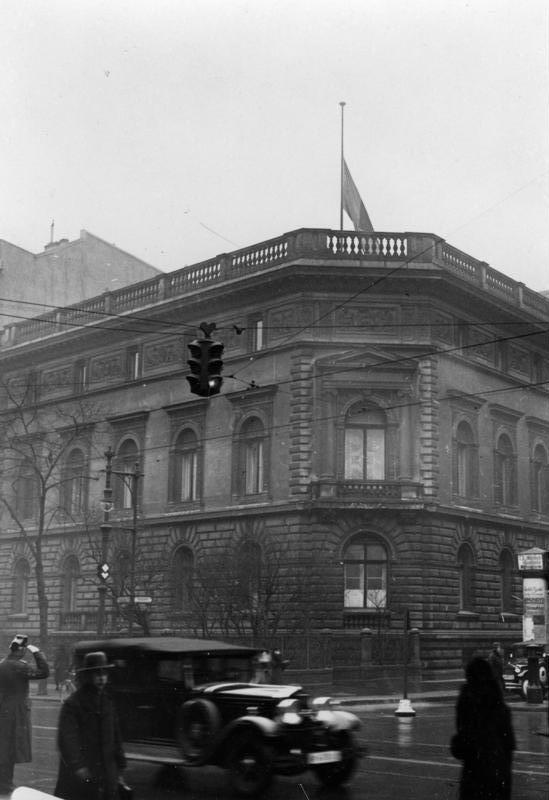
L'edificio dell'ambasciata sassone a Berlino, Voßstraße n.19 (fotografia del 1932)

- 1919–1921: Walter Koch (1870–1947)
- 1921–1932: Georg Gradnauer (1866–1946)
- 1932–1934: Hans von Holtzendorff (1873–1934)

1934: Interruzione delle relazioni diplomatiche